# Viru-Nigula (plaats)
Viru-Nigula is een plaats in de Estlandse gemeente Viru-Nigula, provincie Lääne-Virumaa. De plaats telt 283 inwoners (2021) en heeft de status van vlek (Estisch: alevik). Tot in 2017 was de plaats het bestuurscentrum van de gemeente; in dat jaar fuseerde de gemeente met Kunda en Aseri en werd het bestuurscentrum verplaatst naar Kunda.
Bezienswaardigheden in Viru-Nigula zijn de Sint-Nicolaaskerk en de Mariakapel. In het huis waar de taalkundige Otto Wilhelm Masing heeft gewoond, is het Viru-Nigula Koduloomuuseum, het museum voor plaatselijke geschiedenis, gevestigd.

## Foto’s

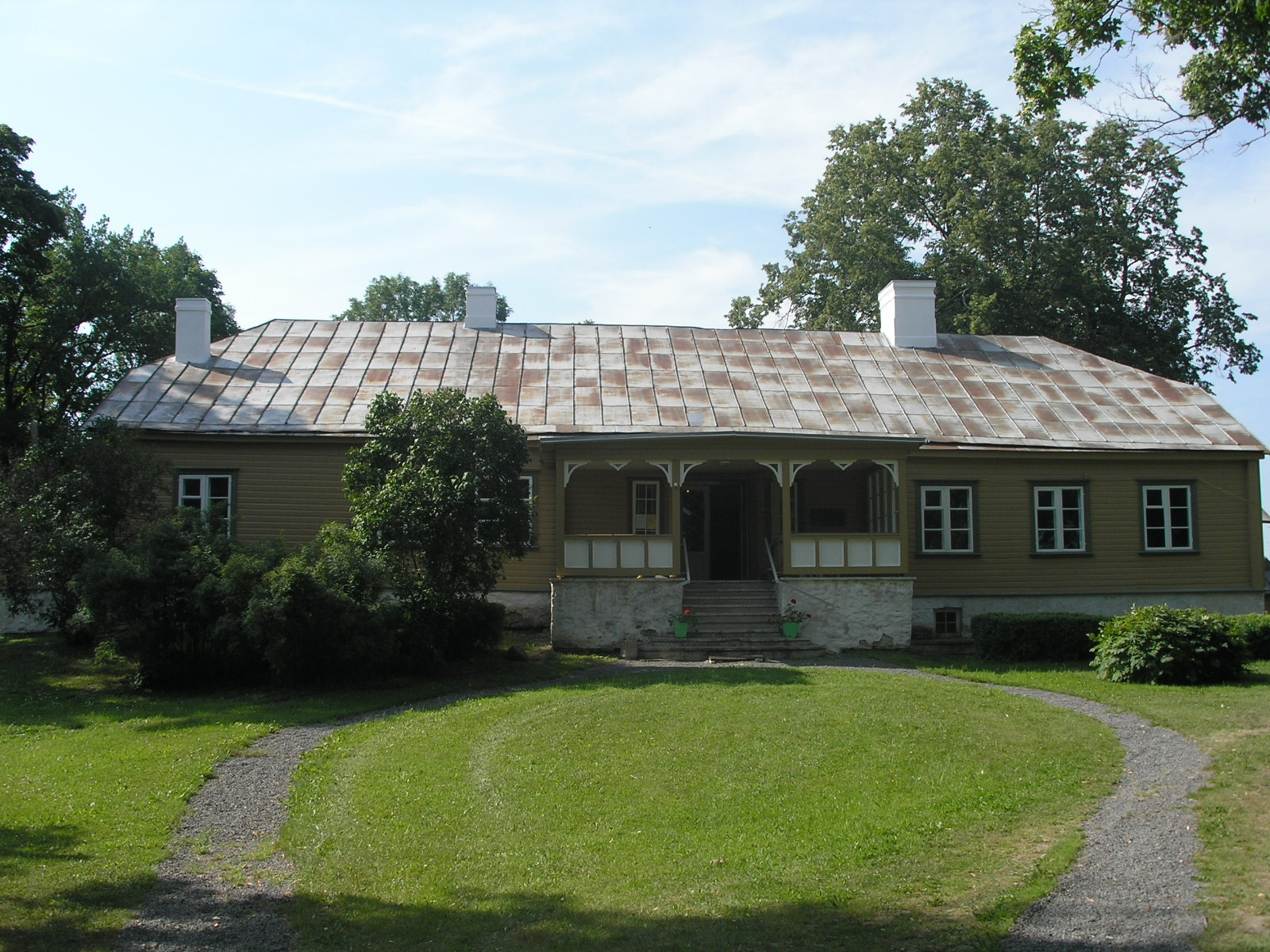
Het museum voor plaatselijke geschiedenis
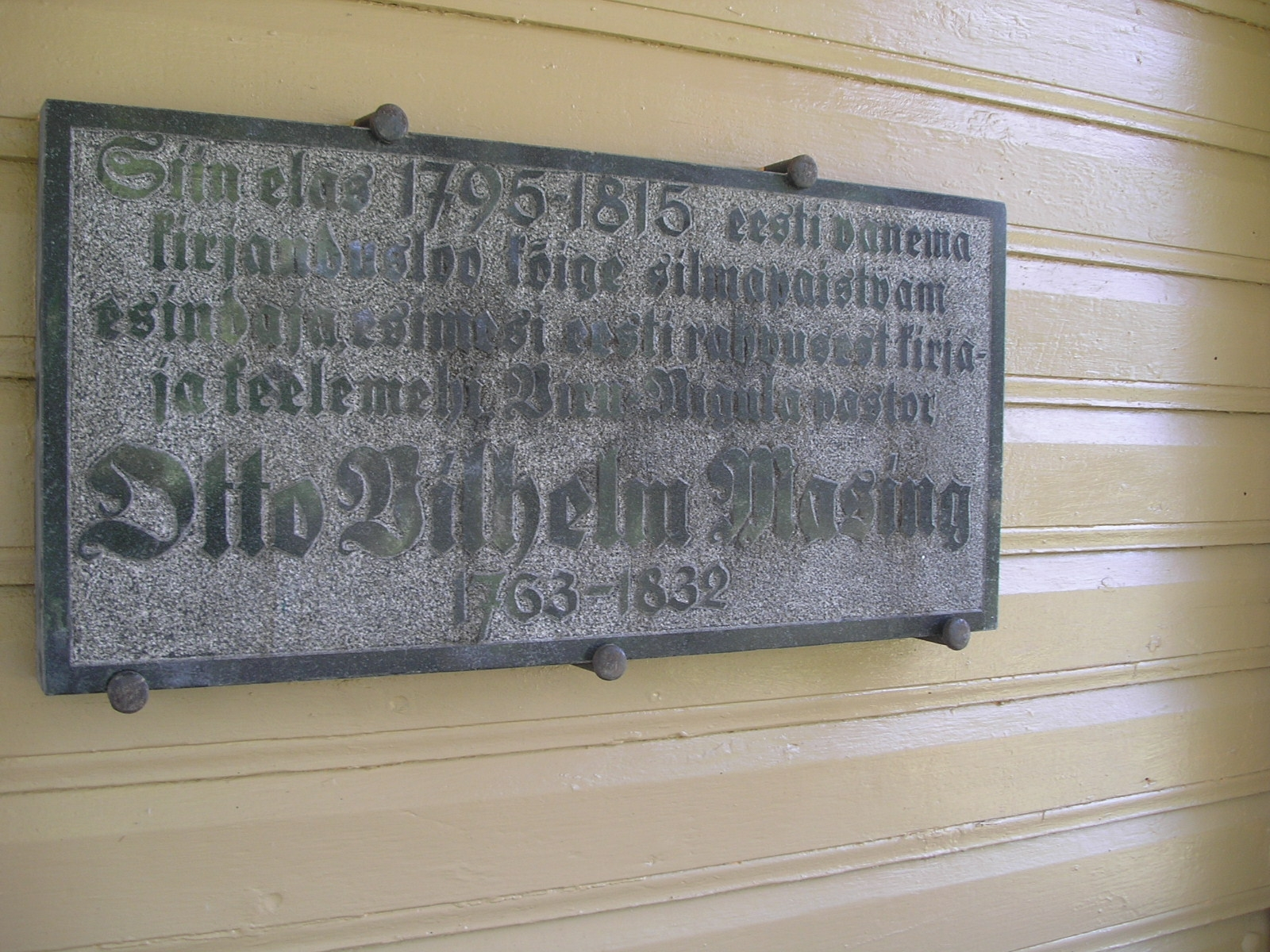
Gedenkplaat voor Otto Wilhelm Masing
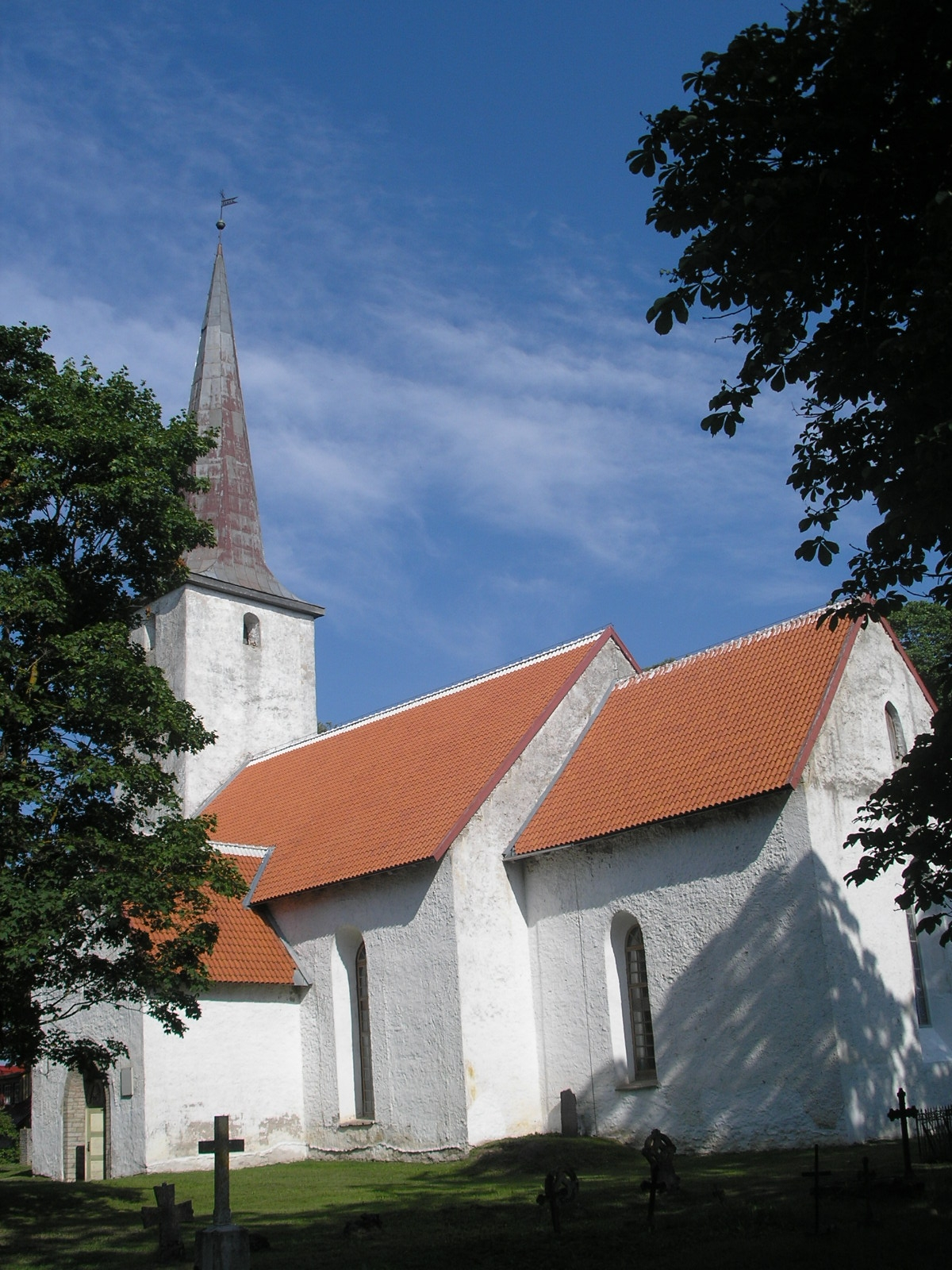
De Sint-Nicolaaskerk
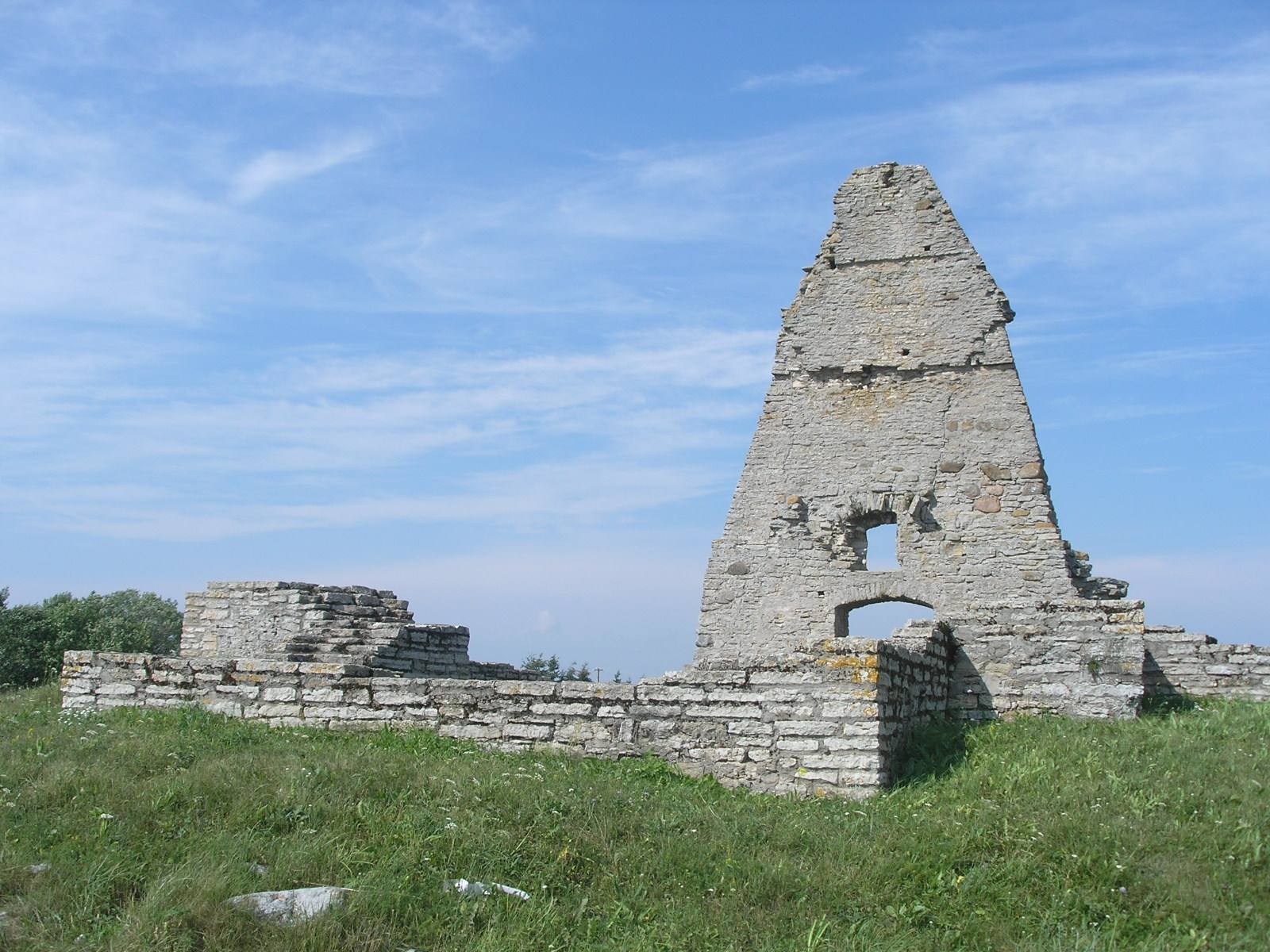
Ruïne van de Mariakapel